# Marcello Neri
Marcello Neri (Falconara Marittima, 25 aprile 1938 – Falconara Marittima, 26 novembre 2009) è stato un allenatore di calcio e calciatore italiano.

## Biografia
Neri è morto il 27 novembre 2009 dopo aver combattuto 10 anni con una rara malattia chiamata "atassia cerebellare multisistemica". Erroneamente alcuni giornali locali avevano riportato la notizia che la malattia fosse la più famosa "Sclerosi laterale amiotrofica" (SLA).

## Carriera
Cresciuto nello Jesi, passato quindi al Rimini, raggiunse l'apice della sua carriera nel campionato di serie A 1966-1967 allorché collezionò 8 presenze nel Venezia in Serie A. Dal 1981 al 1982 ha allenato le giovanili del Rimini e dal 1991 al 1993 le giovanili dell'Ancona

## Palmarès

### Giocatore

#### Competizioni nazionali
- Serie B: 1

Venezia: 1965-1966

### Allenatore

#### Competizioni regionali
- Promozione: 1

Osimana: 1974-1975